# Wiesbaden-Dotzheim
Dotzheim are o populație de 26.000 loc. fiind al doilea sector ca mărime din Wiesbaden. El a fost integrat în anul 1928, pe atunci sectorul se numea centrul vechi.

## Date geografice
Dotzheim este situat în partea de nord-vest a orașului, și la vest de sectoarele Hohen Wurzel și Frauenstein. El se află amplasat la nord de sectorul Klarenthal, cartierul Rheingauviertel și munții Taunus, iar la sud-vest de sectoarele orașului Schierstein și Biebrich.  

## Istoric
Descoperirile arheologice au găsit aici urme ale așezărilor celtice care datează din anii 400 î.e.n. Urme istorice din anul 222 s-au găsit ca fragmentele unui altar roman. Prima oară localitatea este amintită în anul 1128, într-o scrisoare a episcopului din Mainz. Papa Lucius al III-lea amintește în anul 1184 existența a 25 de biserici, din care una era în Dotzheim. Între secolele XIII și XIV aici trăia o familie nobiliară care se numea von Dotzheim. În anul 1386 este amintită pentru prima oară existența unei judecătorii. Un incendiu din anul 1610 a distrus jumătate din localitate. În anul 1644, din cauza războiului de treizeci de ani aproape toți locuitorii părăsesc Dotzheimul. Prin anul 1695 este clădită în localitate o școală și o biserică reformată. Dotzheim a fost legat în anul 1889 la rețeaua de cale ferată care în prezent a devenit o linie moartă, fiind folosită numai în scopuri turistice. În anul 1928 localitatea este integrară orașului Wiesbaden. În perioada nazistă, în Kohlheck, și Freudenberg au fost construite cazărmi militare. Dotzheim a suferit mai puțin din cauza bombardamentelor din cel de al doilea război mondial decât celelalte sectoare ale orașului.

## Politica
Rezultatele alegerilor din Wiesbaden-Dotzheim:
|      | CDU | SPD | GRÜNE | FDP | REP | Total |
| 2006 | 6   | 5   | 2     | 1   | 1   | 15    |
| 2001 | 6   | 5   | 1     | 2   | 1   | 15    |
| 1997 | 6   | 6   | 1     | 0   | 2   | 15    |
| 1993 | 6   | 6   | 2     | 1   | 0   | 15    |
| 1989 | 5   | 8   | 1     | 1   | 0   | 15    |
| 1985 | 7   | 7   | 1     | 0   | 0   | 15    |
| 1981 | 8   | 6   | 0     | 1   | 0   | 15    |
| 1977 | 8   | 7   | 0     | 0   | 0   | 15    |
| 1972 | 6   | 8   | 0     | 1   | 0   | 15    |

## Personalități marcante
- Johanna Leinen, actriță germană